# Run away home
Run away home is een nummer van de Volendamse band BZN uit 1985.
De single stond zes weken in de Nederlandse Top 40, waar het de vijftiende plaats behaalde. Dat was ook de positie die in de Nationale Hitparade werd bereikt.
De videoclip van Run away home werd opgenomen in Canada.

## Hitnotering

### Nederlandse Top 40
| Hitnotering: 21-09-1985 t/m 26-10-1985 | Hitnotering: 21-09-1985 t/m 26-10-1985 | Hitnotering: 21-09-1985 t/m 26-10-1985 | Hitnotering: 21-09-1985 t/m 26-10-1985 | Hitnotering: 21-09-1985 t/m 26-10-1985 | Hitnotering: 21-09-1985 t/m 26-10-1985 | Hitnotering: 21-09-1985 t/m 26-10-1985 | Hitnotering: 21-09-1985 t/m 26-10-1985 |
| Week:                                  | 1                                      | 2                                      | 3                                      | 4                                      | 5                                      | 6                                      |                                        |
| -------------------------------------- | -------------------------------------- | -------------------------------------- | -------------------------------------- | -------------------------------------- | -------------------------------------- | -------------------------------------- | -------------------------------------- |
| Positie:                               | 29                                     | 21                                     | 15                                     | 15                                     | 17                                     | 24                                     | uit                                    |

### Nederlandse Single Top 100
| Hitnotering: 21-09-1985 t/m 02-11-1985 | Hitnotering: 21-09-1985 t/m 02-11-1985 | Hitnotering: 21-09-1985 t/m 02-11-1985 | Hitnotering: 21-09-1985 t/m 02-11-1985 | Hitnotering: 21-09-1985 t/m 02-11-1985 | Hitnotering: 21-09-1985 t/m 02-11-1985 | Hitnotering: 21-09-1985 t/m 02-11-1985 | Hitnotering: 21-09-1985 t/m 02-11-1985 | Hitnotering: 21-09-1985 t/m 02-11-1985 |
| Week:                                  | 1                                      | 2                                      | 3                                      | 4                                      | 5                                      | 6                                      | 7                                      |                                        |
| -------------------------------------- | -------------------------------------- | -------------------------------------- | -------------------------------------- | -------------------------------------- | -------------------------------------- | -------------------------------------- | -------------------------------------- | -------------------------------------- |
| Positie:                               | 28                                     | 15                                     | 22                                     | 27                                     | 27                                     | 30                                     | 41                                     | uit                                    |